# Presa del Túa
La presa del Túa es una obra de ingeniería portuguesa destinada al aprovechamiento hidroeléctrico del río Túa. Su construcción fue anunciada en 2006 en el ámbito del llamado Plan Nacional de Presas con Alto Potencial Hidroeléctrico, que prevía la construcción de 9 presas y tenía un coste aproximado de 300 millones de euros.
La construcción de la presa del Túa es posiblemente una de las más polémicas en la historia de Portugal, en gran parte porque su embalse obligó al cierre y anegación de los primeros 16 kilómetros de la línea ferroviária del Túa, inhabilitándola y separándola del resto de la red ferroviaria nacional portuguesa, lo que haría imposible recuperarla en un futuro. La construcción de la presa motivó además manifestaciones de varias organizaciones ambientalistas y movimientos cívicos de la región de Trás-os-Montes. Al contrário de lo que sucedió con el también controvertido proyecto de la presa de Foz Côa (en 1994–1995), ninguno de los dos principales partidos políticos portugueses, ni el PS ni el PPD/PSD se opuso a la construcción de la presa del Túa, por lo que esta acabó siendo construida y terminada en 2017.
Energías de Portugal vendió la presa a un consorcio francés en diciembre de 2019.

## Estudio de impacto ambiental
- Resumen No-Técnico. Noviembre de 2008.
- Informe de Consulta Pública. Marzo de 2009.
- Declaración de Impacto Ambiental. 11 de mayo de 2009.
- 1º cambio de la Declaración de Impacto Ambiental. 18 de junio de 2009.
- 2º cambio de la Declaración de Impacto Ambiental. 28 de diciembre de 2016.